# 王维垣
王维垣（？—？），順天府通州武清县人，軍籍，明朝政治人物，嘉靖丙戌進士。

## 生平
嘉靖元年（1522年）壬午科順天鄉試舉人，五年（1526年）丙戌科三甲第一百七十六名進士。初授山西潞城县知县，擢户部主事，十一年赈济陕西，十七年（1538年）官至南陽府知府，十八年（1539年），明世宗南巡，入河南境，抵達裕州，供具不給。於是河南參政張思聰、副使胡廷祿、陳逅、南陽府知府王維垣皆下詔獄，黜為民。